# Гриценко Василь Миколайович
Васи́ль Микола́йович Грице́нко (2 червня 1975 — 18 лютого 2015) — сержант Національної гвардії України.

## Життєпис
Закінчив червонокутівську ЗОШ, пройшов строкову військову службу у прикордонних військах України. Певний час служив у Дніпровському районному відділі ГУ МВС Києва. Проживав у столиці, працював продавцем. Згодом займався підприємницькою діяльністю — директор фірми з продажу будівельних матеріалів.
Призваний за мобілізацією до лав НГУ, командир відділення, 5-та рота, Харківська бригада оперативного призначення.
18 лютого 2015-го зник безвісти під час виводу українських сил з Дебальцевого — за 10 км від села Миронівки у автомобіль МАЗ, що перевозив підрозділ гвардійців, влучив снаряд.
Похований як тимчасово невідомий захисник України на запорізькому Кушугумському цвинтарі. Упізнаний за експертизою ДНК. 2 жовтня 2015-го перепохований на батьківщині з військовими почестями, в останню дорогу проводили усім селом.
Без Василя лишились мама, дві сестри, два брати, 8-річна донька.

## Нагороди
За особисту мужність, сумлінне та бездоганне служіння Українському народові, зразкове виконання військового обов'язку — нагороджений посмертно
- орденом «За мужність» III ступеня (посмертно)